# Glucogenogénesis

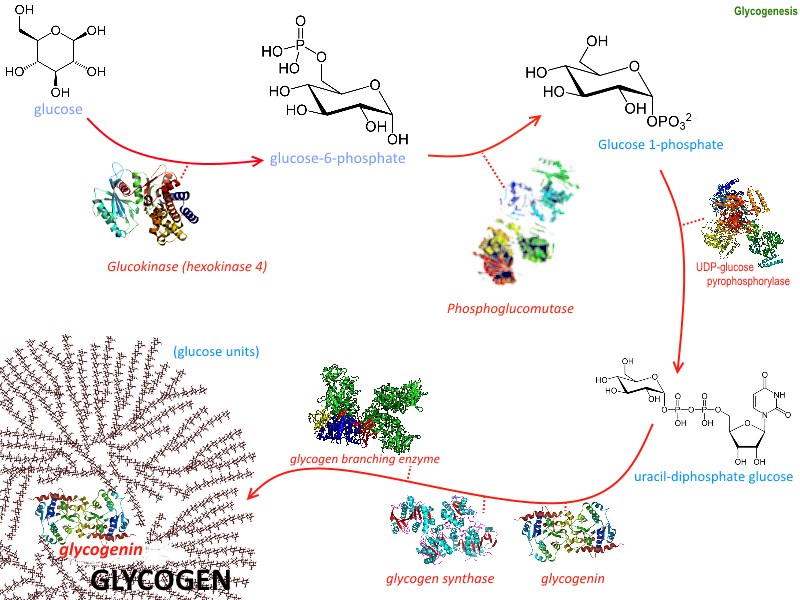
Gráfico que representa el proceso de Glucogenogénesis.

La glucogenogénesis es la ruta anabólica por la que tiene lugar la síntesis de glucógeno a partir de un precursor más simple, la glucosa-6-fosfato. Se lleva a cabo principalmente en el hígado, y en menor medida en el músculo, es activado por insulina en respuesta a los altos niveles de la glucosa, que pueden ser (por ejemplo) posteriores a la ingesta de alimentos con carbohidratos.
Se forma por la incorporación repetida de unidades de glucosa, la que llega en forma de UDP-Glucosa a un partidor de glucógeno preexistente que consiste en la proteína glucogenina, formada por 2 cadenas, que al autoglicosilarse puede unir cada una de sus cadenas a un octámero de glucosas. Para que la glucosa-6-fosfato pueda unirse a la UDP requiere de la participación de dos enzimas, la primera, fosfoglucomutasa, modifica la posición del fosfato a glucosa-1-fosfato.
La glucosa-fosfato es el precursor para la síntesis de glucógeno pero también es el producto de su degradación. 
La síntesis de glucógeno requiere de aporte energético. El dador de glucosa para la síntesis de glucógeno es la UDP-glucosa donde el residuo glucosilo está activado para su transferencia, por su combinación con un compuesto de alta energía como el UTP.

## Pasos
- La Glucosa se convierte en glucosa-6-fosfato mediante una reacción irreversible catalizada por las glucoquinasa o hexoquinasa dependiendo del tejido en cuestión.

glucosa + ATP → glucosa-6-P + ADP
- Glucosa-6-fosfato se convierte en glucosa-1-fosfato por la acción de la Fosfoglucomutasa, mediante la formación obligada de un compuesto intermediario, glucosa-1,6-bisfosfatasa.

glucosa-6-P ←→ glucosa-1-P
- Glucosa-1-fosfato se convierte en UDP-glucosa por la acción de la UDP-glucosa pirofosforilasa (llamada también uridil transferasa).

glucosa-1-P + UTP → UDP-glucosa + PPi
- Las moléculas de glucosa son acopladas en cadena por la glucógeno sintasa, este paso debe realizarse sobre un primer preexistente de glucógeno, es decir, la glucógeno sintasa actúa formando alargamientos lineales de ramas preexistentes, solamente formando uniones  α1-4 permitiendo la unión de glucosa a glucógeno preexistente.
- Las ramificaciones son producidas por la enzima ramificadora del glucógeno (amilo (1,4 ->1,6)-transglucosidasa), la cual transfiere un fragmento de 6 a 8 unidades del extremo no reductor y lo une a una glucosa por un enlace α-1,6. Esto posibilita que ambas cadenas puedan continuar alargándose mediante uniones α-1,4 de glucosas hasta poder producir nuevas ramificaciones………..